# Krankheitslast in Deutschland
Krankheitslast in Deutschland ist eine statistische Größe, die über den Gesundheitsstand der Bevölkerung in Deutschland Auskunft geben soll. Krankheitslast ist dabei die Summe der Belastung der deutschen Bevölkerung aus Sterblichkeit sowie Behinderung und Krankheit. Diese Betrachtungsweise wurde im Rahmen der WHO-Studie Global Burden of Disease 1992 eingeführt. In ihr wurden die Kenngrößen years of life lost due to death (YLL) und years lived with disability (YLD) geprägt. Die Summe aus beidem wurde als disability–adjusted life years (DALY) bezeichnet. Hierfür wird im Deutschen der Begriff der Krankheitslast gleichbedeutend verwendet. Der Krankheitslast gegenüber steht die Gesundheitserwartung (healthy life years, healthy life expectancy, HALE).

## Burden 2020
Von April 2018 bis Juni 2021 wurde unter Leitung des Robert-Koch-Instituts das Projekt Burden 2020 durchgeführt. Kooperationspartner waren das Wissenschaftliche Institut der AOK, sowie das Umweltbundesamt. Die Finanzierung erfolgte über den Gemeinsamen Bundesausschuss (G-BA).
Die Aufgabe bestand in der Gewinnung von Planungsdaten für das deutsche Gesundheitswesen, insbesondere im Hinblick auf den demografischen Wandel.

## Ergebnisse
Im Bezugsjahr 2017 ergaben sich in Deutschland etwa 12 Millionen DALY, also verlorene Lebensjahre durch Tod oder eingeschränkte durch Behinderung. Das sind 14.584 je 100.000 Einwohner. Im Vergleich dazu betrug 2019 die globale DALY 32.801 je 100.000 Einwohner.
Unter den Ursachen lag insgesamt die koronare Herzkrankheit (KHK) auf Platz eins, gefolgt von Schmerzen im unteren Rücken und Schlaganfall.
Differenziert man nach den Geschlechtern, finden sich bei den Frauen Kopfschmerzen auf Platz drei und bei den Männern der Lungenkrebs.
Krankheiten treten in den verschiedenen Lebensaltern der Menschen unterschiedlich auf. Bei der KHK nehmen die verlorenen oder eingeschränkten Lebensjahre mit dem Alter deutlich zu. Bei den Verkehrsunfällen (VKU) verhält es sich gerade umgekehrt.

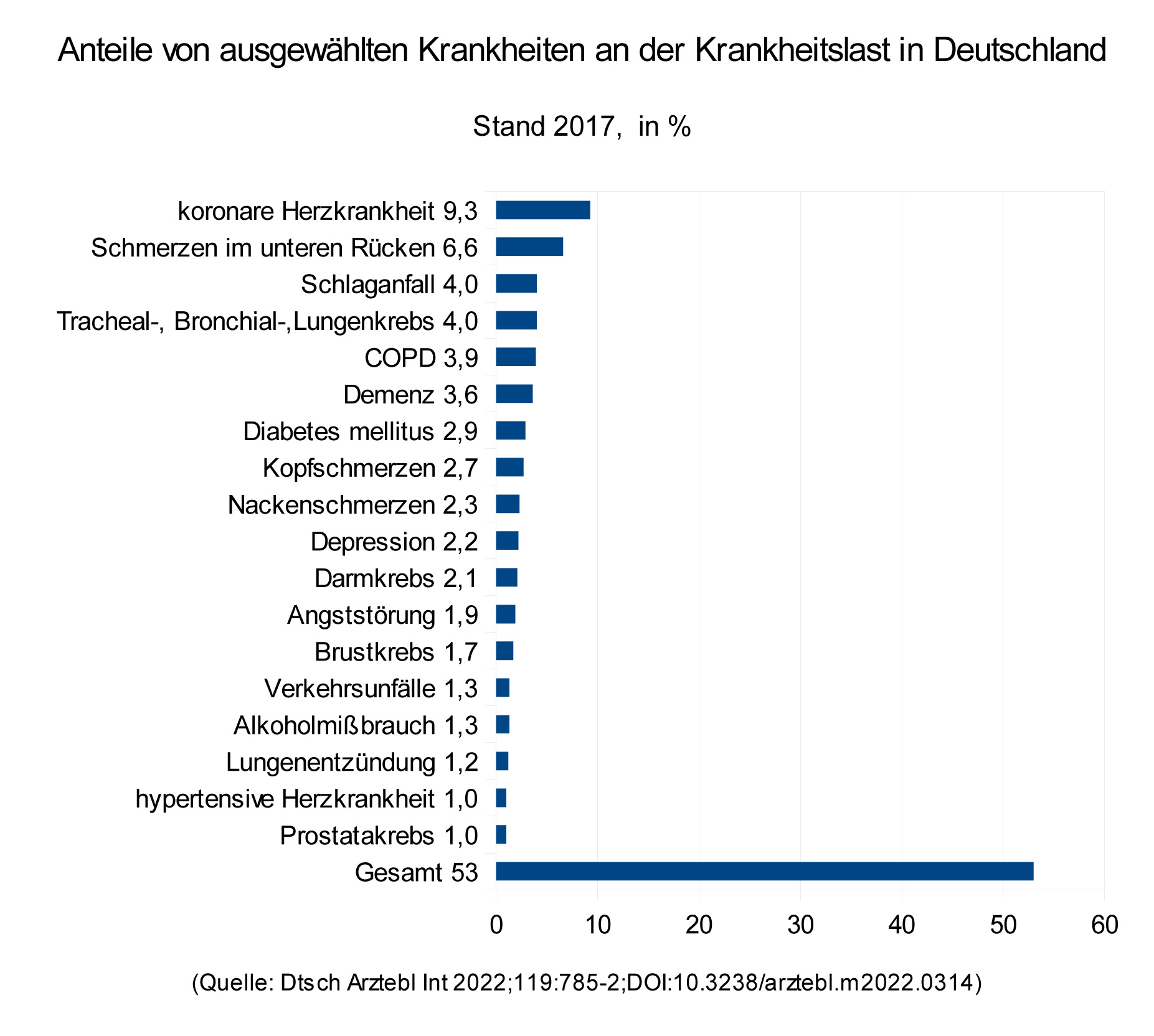
Bedeutung ausgewählter Krankheiten
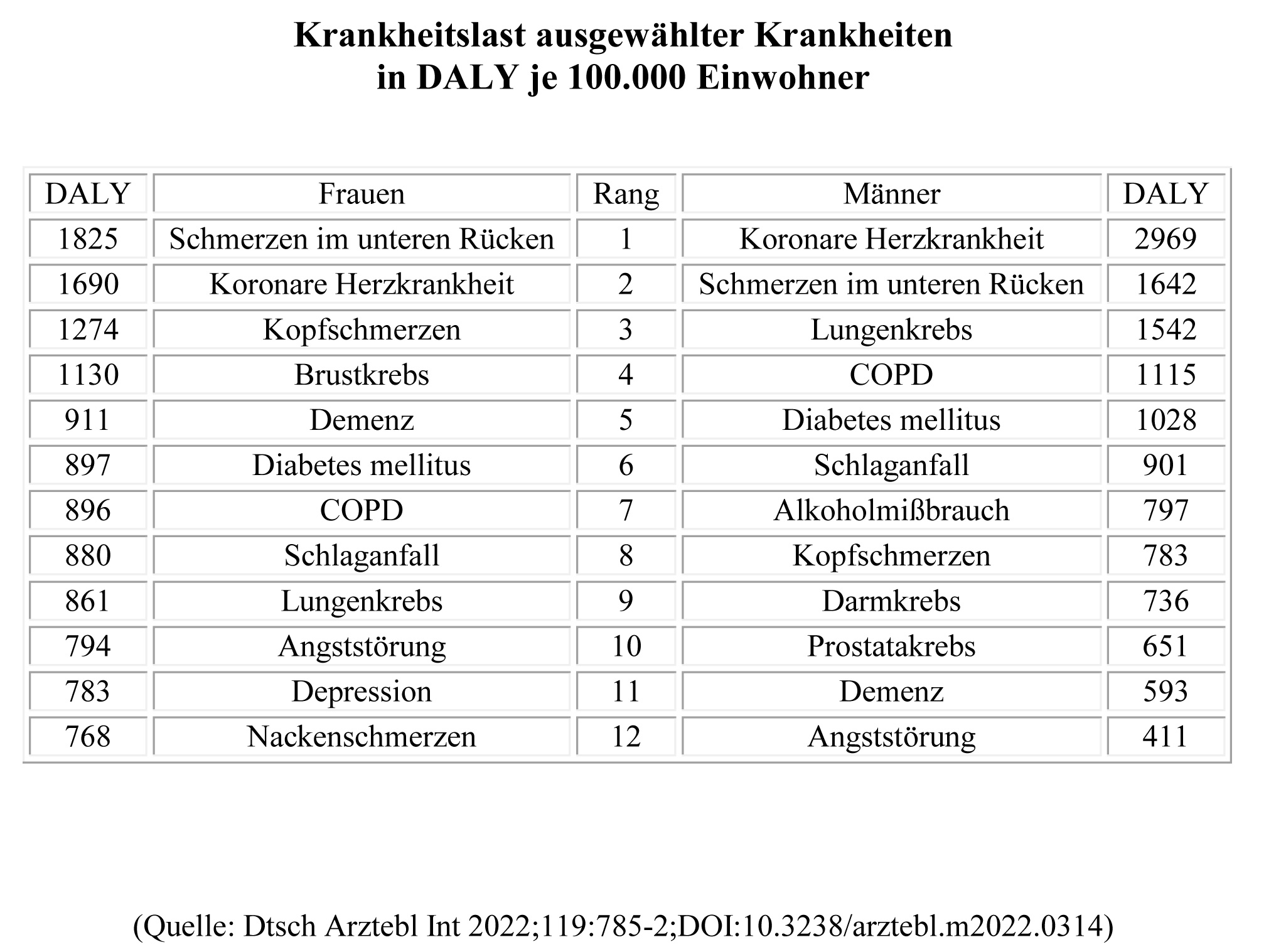
DALY-Frauen und Männer je 100.000 Einwohner
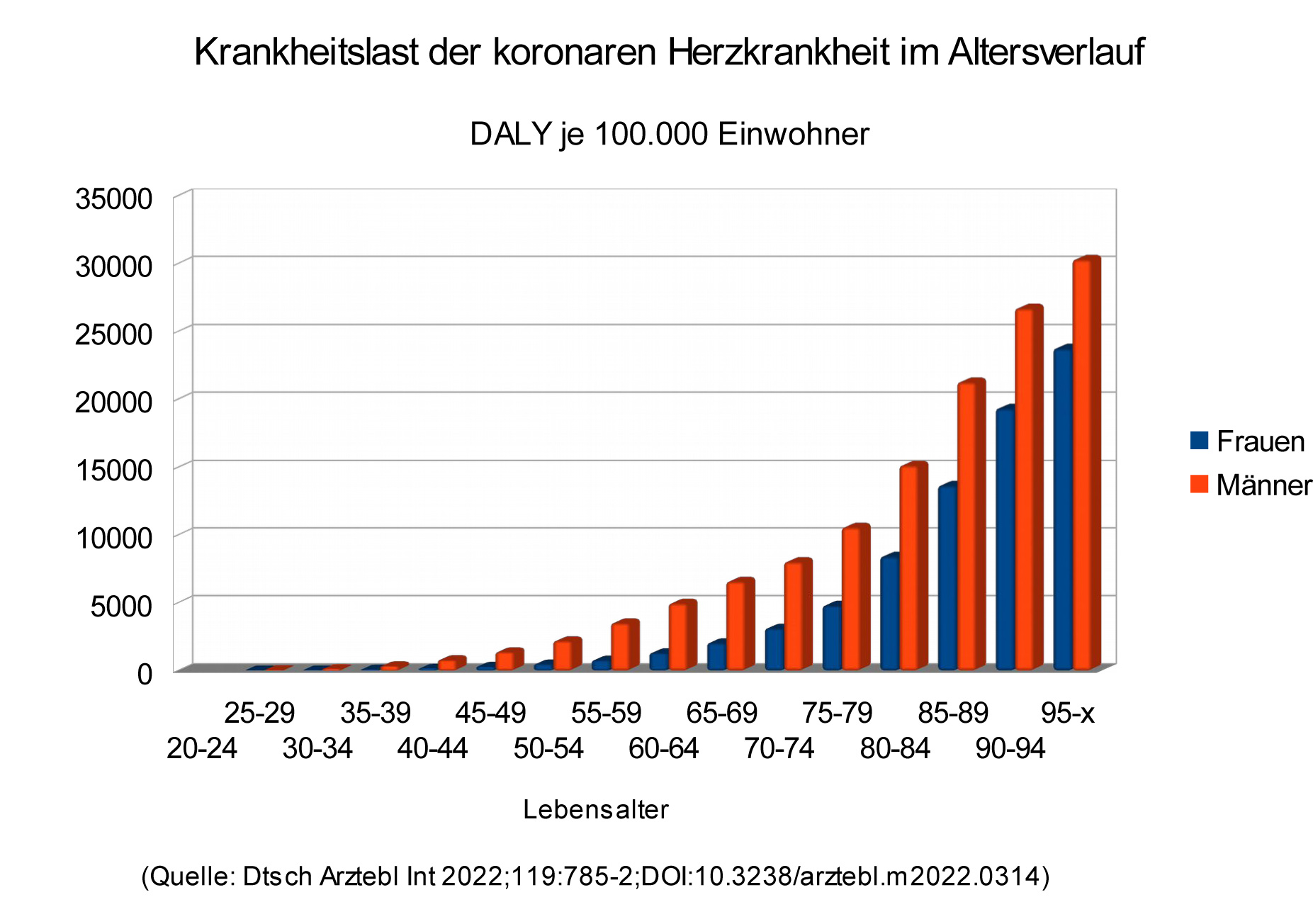
DALY-KHK-Alter
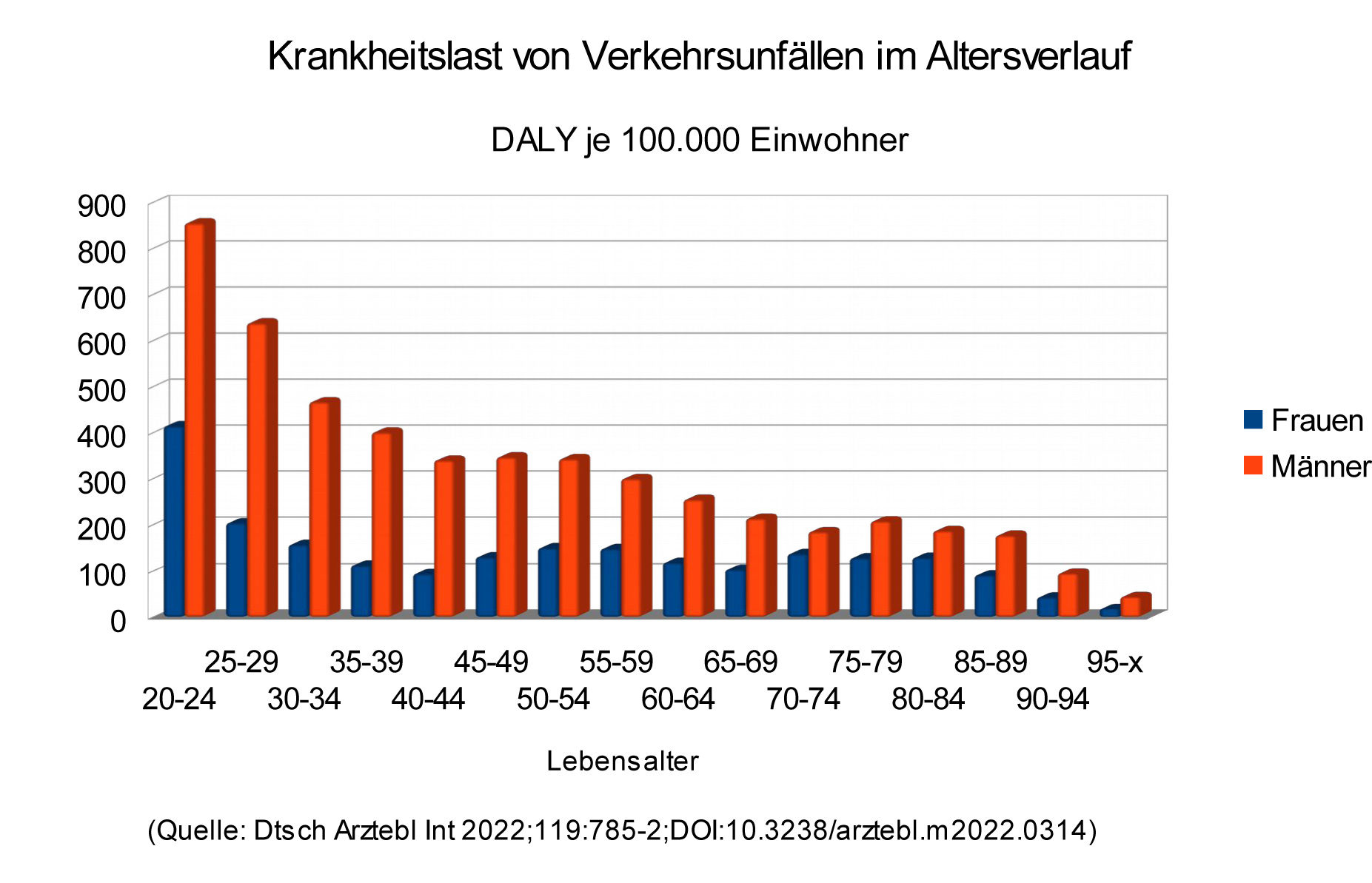
DALY-VKU-Alter